# Никодим (Латышев)
Архиепископ Никоди́м (в миру Ники́та Тимофе́евич Ла́тышев; 28 мая 1916, село Покровка, Сорокский уезд, Бессарабская губерния — 11 февраля 1986, Москва) — предстоятель Древлеправославной Церкви Христовой, старообрядцев приемлющих белокриницкую иерархию (ДЦХ 1971—1986) с титулом архиепископ Московский и всея Руси.

## Биография
Родился 28 мая 1916 года в селе Покровка Сорокского уезда в Бессарабии (ныне Молдавия) в семье крестьянина-бедняка Тимофея Ивановича Латышева. Согласно его автобиографии: «мой отец по разделу от своего отца получил полдесятины земли, которую и обрабатывал, а так как земли было мало, то он вынужден был работать по найму в сельском хозяйстве, чтобы семью было чем содержать». Когда ему было три года, умерла его мать Домника Киприановна (урождённая Щербакова). В 1919 году переехал в село Старая Добруджа Бельцкого уезда Бессарабии вместе с отцом, который стал исполнять в местной церкви обязанности псаломщика (уставщика), но, кроме освоения новой земли, которую румынские власти в эти годы передавали по земельной реформе под наделы нуждающимся крестьянам, помогал строить вместе с другими крестьянами и храм. Церковному чтению и пению обучился с самых ранних лет. Из-за бедности семьи смог окончить только два класса начальной школы.
В 1936 году рукоположён епископом Кишинёвским Иннокентием (Усовым) в чтецы к Успенскому храму села Добруджа.
В 1937 году был призван на военную службу в румынскую армию, но по состоянию здоровья как в этот раз, так и далее в течение трёх лет получал право на освобождение. По другим данным, в один из призывов (указывается 1940 год) заболел в армии желтухой, но не стал отказываться от поста и был отдан румынскими военными властями под трибунал по подозрению в сознательной симуляции или стремлении утяжелить болезнь, однако «надо отдать должное тогда нашему военному руководству — религиозные чувства солдат уважались и почитались особо. Это и спасло солдата румынской армии Никиту Латышева от наказания».
21 апреля 1940 года епископом Иннокентием (Усовым) рукополагается по принятии обета безбрачия во диакона к Успенской церкви в селе Старая Добруджа.
28 июня 1940 года Бессарабия была присоединена к СССР, её жители стали получать советское гражданство. В марте 1941 года диакон Никита Латышев был призван на военную службу в Рабоче крестьянскую Красную армию, но, как и раньше, получил освобождение. В 1943 году диакон Никита Латышев вновь оказался в румынской армии, но, поскольку не знал румынского языка и активно выступал против требований со стороны румынских властей служить в старообрядческих храмах по новому стилю, был сослан в во лагерь Южная Сарата Измаильской области. В 1944 году сумел совершить побег и скрывался до прихода в Бессарабию Красной армии. Возвратился на родину и продолжил диаконское служение. Эти сведения из официальной автобиографии расходятся с устными свидетельствами, на которые опирается, напр. А. А. Болученкова. Так, в качестве очередной даты призыва в румынские войска указывается не 1943, а 1941 год: тогда Никита Латышев задумал дезертировать, но предатель осведомил военное руководство о побеге, диакон и его товарищи были приговорены к расстрелу, который затем отменили. В конечном итоге диакон оказался в обозной службе на Восточном фронте под Сталинградом. В результате разгрома гитлеровских войск и немецких союзников он сумел добраться до родного села, откуда по доносу был отправлен в концентрационный лагерь.
С осени 1945 года, когда в Молдавию приехал епископ Иосиф (Моржаков), Никита Латышев служил вместе с ним, заменяя епархиального диакона, но местом его постоянного служения осталась Старая Добруджа.
В 1950-е годы диакону Никите Латышеву не раз предлагалось принять архиерейский сан. В 1954 году на заседании Совета архиепископии он дал своё согласие, однако хиротония затянулась на несколько лет. На Освященном Соборе в октябре 1961 года архиерейская кандидатура диакона Никиты Латышева прошла очередное утверждение и получила очередное одобрение. Епископ Иосиф, занимавший Кишинёвско-Одесскую, Черновицкую и Измаильскую кафедру, тогда же был избран архиепископом Московским и всея Руси и должен был оставить эту епархию. Пострижение Никиты Латышева и наречение иноческого имени совершилось 5 октября 1961 года, а соборная хиротония — 8 октября того же года в Покровском кафедральном соборе на Рогожском кладбище в Москве. Её совершили архиепископ Иосиф (Моржаков), епископы Иринарх (Вологжанин) и Александр (Чунин).

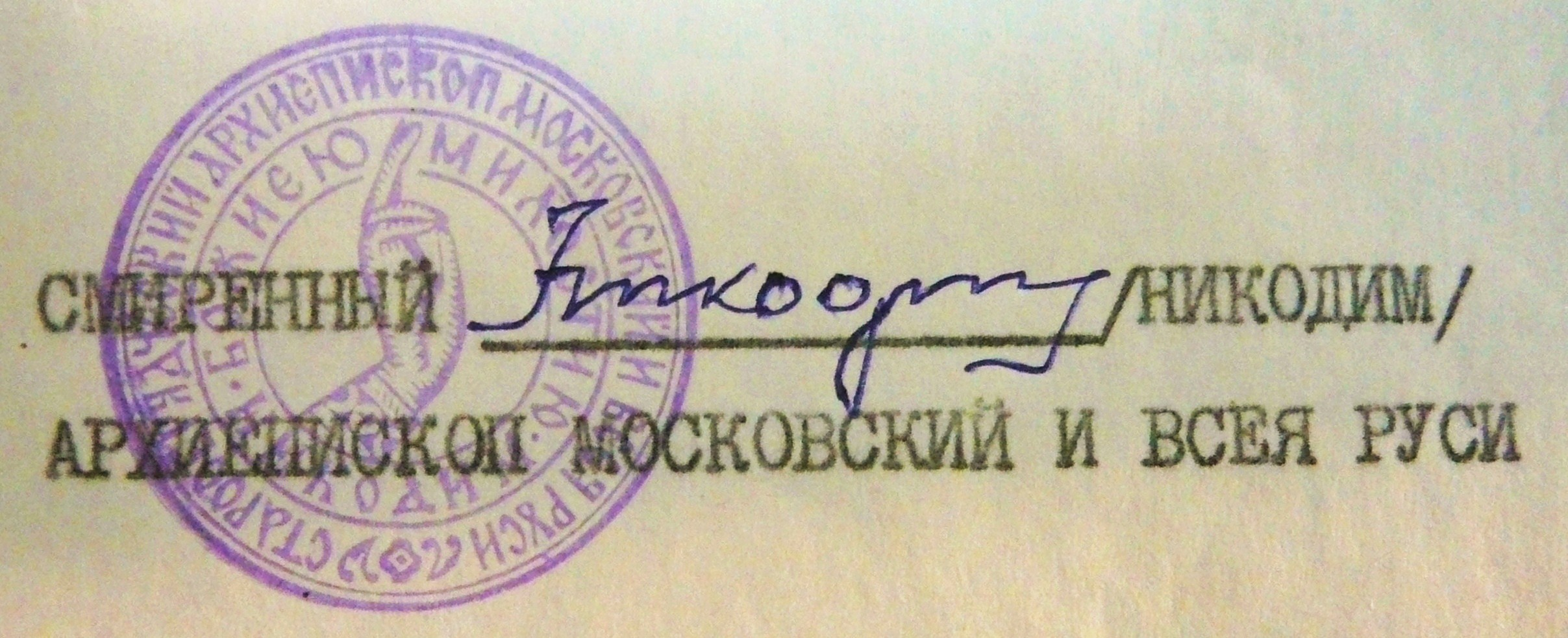
Печать и подпись предстоятеля ДЦХ, архиепископа Московского и всея Руси Никодима (Н. Т. Латышева) (1983 г.)

12 декабря 1962 года решением совета архиепископии епископ Никодим был утверждён помощником Московского архиепископа. Тогда же приходы Одесской и Черновицкой областей, находившиеся в его ведении и относившиеся к территории Украины, были переданы в управление епископу Киевскому и Винницкому Иринарху.
После смерти архиепископа Иосифа (3 ноября 1970 года) принял на себя обязанности местоблюстителя Московской архиепископской кафедры. 22 октября 1971 года Освященным Собором избран Московским архиепископом, 24 октября в Покровском кафедральном храме на Рогожском кладбище состоялась его интронизация. Одновременно до своей смерти оставался временным управляющим Кишинёвской епархии.
Во второй воловине 1970-х годов и в первой половине 1980-х годов подолгу проживал на родине, в Малой Добрудже. Столицу посещал наездами. Виктор Боченков называет такой поступок своеобразной эмиграцией: «чем дальше от Москвы, тем меньше к тебе ненужного внимания извне, меньше суеты». За шестнадцать лет он не совершил лично ни одной архиерейской хиротонии. Соборы в Рогожском посёлке проводились нерегулярно, время от времени, а с 1975 года по самый 1988 год не состоялось ни одного. Действовал и решал текущие вопросы Совет архиепископии, его члены выбирались голосованием. Иерей Иоанн Севастьянов объясняет такое поведение тем, что архиепископ Никодим: «не стал играть по предложенным ему правилам. Он не вёл той политики, которая ему предписывалась чекистами, он не проводил тех Соборов, которые хотели контролировать органы, он не принимал тех кадровых решений, которые ему навязывались. И даже отъезд его в Добруджу стал жестом неподчинения сложившемуся советскому представлению о месте и значении Церкви». В эти годы церковными делами в Москве фактически ведал епископ Донской и Кавказский Анастасий (Кононов). Как отмечал Иоанн Севастьянов, «все священники и неравнодушные миряне регулярно общались со своим Первосвятителем, часто посещали его, его дом стал альтернативой Архиепископии, владыка контролировал все важные стороны церковной жизни».
Активно участвовал в проводимых Советским Союзом кампаниях борьбы за мир, из личных средств пожертвовал в разное время в Фонд мира сумму в 23 тысячи рублей (стоимость нескольких легковых автомобилей), 23 февраля 1983 года Секретариатом правления Советского фонда мира награждён Почётной медалью Советского фонда мира (вместе с секретарём архиепископии протоиереем Александром Берестневым). В целом по мнению Виктора Боченкова деятельность архиепископа Никодима мало отличалась от линии проводимой его предшественниками, архиепископами Флавианом и Иосифом.
Скончался 11 февраля 1986 года после длительной тяжёлой болезни, похоронен по своему завещанию в селе Старая Добруджа Лазовского района Молдавии за алтарём церкви. Погребение его 15 февраля 1986 года совершили епископ Анастасий (Кононов) и епископ Клинцовский Алимпий (Гусев).